# Helle Thomsen
Helle Thomsen (n. 30 noiembrie 1970, Frederikshavn, Nordjyllands Amt, Danemarca) este o fostă jucătoare, actualmente antrenor de handbal din Danemarca. În septembrie 2016, Thomsen a fost numită selecționer al echipei naționale a Olandei. În decembrie 2016, ea a câștigat cu echipa Olandei medalia de argint la Campionatul European din Suedia.
Anterior, Thomsen a fost antrenorul principal al echipei daneze FC Midtjylland Håndbold (între 2012–2016) și selecționerul echipei naționale a Suediei (între 1 iunie 2014 și vara anului 2015), împreună cu Thomas Sivertsson.
Din vara anului 2017, Thomsen a devenit antrenorul principal al echipei românești CSM București, funcție pe care a exercitat-o în paralel cu cea de antrenor al Olandei. Pe 16 martie 2018, în urma unor rezultate slabe ale echipei, antrenoarea daneză a fost demisă de conducerea CSM București.
Ca handbalistă, Helle Thomsen a câștigat medaliile de argint și de bronz în campionatul danez. În calitate de antrenor de club ea a câștigat de două ori campionatul danez, de două ori Cupa Danemarcei și Cupa Cupelor EHF, în 2015.

## Palmares
Club (antrenor principal)
- Supercupa României:
  -  Câștigătoare: 2017

- Campionatul Danemarcei:
  -  Câștigătoare: 2013, 2015
  -  Locul 2: 2014, 2016

- Cupa Danemarcei:
  -  Câștigătoare: 2014, 2015
  - Finalistă: 2013

- Cupa EHF
  - Semifinalistă: 2013

- Cupa Cupelor EHF
  -  Câștigătoare: 2015

Echipa națională (antrenor principal)
- Campionatul Mondial:
  -  Medalie de bronz: 2017 (cu Olanda)

- Campionatul European
  -  Medalie de argint: 2016 (cu Olanda)